# The Words
Pour les articles homonymes, voir Words.
Pour plus de détails, voir Fiche technique et Distribution.
The Words (ou Les Mots au Québec) est un film américain écrit et réalisé par Brian Klugman et Lee Sternthal, sorti en 2012.

## Synopsis
Rory Jansen (Bradley Cooper), un jeune écrivain qui ne parvient pas à se faire publier, découvre dans un porte-documents acheté par sa femme (Zoe Saldana) un manuscrit à la façon d'Hemingway perdu par son auteur (Jeremy Irons) et qu'il va publier sous son propre nom, devenant ainsi célèbre…

## Fiche technique
- Titre original et français : The Words
- Titre québécois : Les Mots
- Réalisation : Brian Klugman et Lee Sternthal
- Scénario : Brian Klugman et Lee Sternthal
- Décors : Michele Laliberte
- Costumes : Simonetta Mariano
- Photographie : Antonio Calvache
- Montage : Leslie Jones
- Musique : Marcelo Zarvos (en)
- Production : Benaroya Pictures, Tatiana Kelly et Jim Young
- Sociétés de production : Animus Films, Benaroya Pictures, Serena Films et Waterfall Media
- Société de distribution : CBS Films (États-Unis)
- Pays d’origine : États-Unis
- Langue originale : anglais
- Format : couleur – 35 mm - Dolby numérique
- Genre : thriller
- Dates de sortie :
  -  États-Unis : 21 septembre 2012
  -  Belgique : 16 janvier 2013
  -  France : 15 mai 2015 (Directement en vidéo)

## Distribution
- Bradley Cooper (VF : Alexis Victor ; VQ : Philippe Martin) : Rory Jansen
- Zoë Saldaña (VF : Ingrid Donnadieu ; VQ : Catherine Proulx-Lemay) : Dora Jansen
- Olivia Wilde (VF : Caroline Pascal ; VQ : Ariane-Li Simard-Côté) : Daniella
- Jeremy Irons (VF : Féodor Atkine ; VQ : Jean-Luc Montminy) : le vieil homme
- J. K. Simmons (VF : Jean Barney ; VQ : Pierre Chagnon) : M. Jansen, père de Rory
- Dennis Quaid (VF : Bernard Lanneau ; VQ : Marc Bellier) : Clay Hammond
- Željko Ivanek (VF : Hervé Bellon ; VQ : Jean-Marie Moncelet) : Joseph Cutler
- Ben Barnes (VF : Thomas Roditi ; VQ : Nicolas Charbonneaux-Collombet) : le jeune homme
- Nora Arnezeder (VF : Laura Blanc ; VQ : Magalie Lépine-Blondeau) : Celia
- John Hannah (VF : Georges Caudron) : Richard Ford
- Gloria Campano : Mme Jansen, mère de Rory

Sources et légendes : Version française (V. F.) sur RS Doublage ; Version québécoise (V. Q.) sur Doublage.qc.ca

## Version française
- Société de doublage : NDE Production
- Direction artistique : Antony Delclève
- Adaptation des dialogues : Frédéric Alameunière
- Enregistrement et mixage :

## Récompenses et distinctions

### Nominations
- Trois nominations :
  - Golden Trailer Awards : Best Romance ;
  - Golden Trailer Awards : Best Triller Poster ;
  - Sundance Film Festival.